# Звонкий альвеолярный латеральный щелевой согласный
Звонкий альвеолярный латеральный щелевой согласный — согласный звук, встречающийся в некоторых языках.

## Характеристика звука
- Место образования: альвеолярный
- Тип фонации: звонкий
- Пульмонический согласный

## Распространённость
| Язык                 | Слово  | МФА       | Перевод     | Примечания |
| -------------------- | ------ | --------- | ----------- | ---------- |
| Кабардино-черкесский | мыл    | [məɮ]     | 'лёд'       |            |
| Калмыцкий            | хальмг | [xaɮʲməg] | 'калмыцкий' |            |
| Монгольский          | долоо  | [tɔɮɔː]   | 'семь'      |            |
| Зулусский            | dlala  | [ˈɮaːla]  | 'играть'    |            |